# 昭和町通停留場
昭和町通停留場（しょうわまちどおりていりゅうじょう、昭和町通電停）は、長崎県長崎市中園町にある長崎電気軌道本線の停留場。駅番号は13A。
1号・2号・3号各系統の赤迫方面行きのみが停車する。表記は「昭和町通り」とも。

## 歴史
昭和町通停留場が開業したのは1960年（昭和35年）。当初は赤迫方面行きのホームと長崎駅前方面行きのホームが横断歩道橋によって接続されていた。その歩道橋は1998年（平成10年）、付近にある国道206号住吉交差点の渋滞緩和のための拡幅工事に合わせて撤去。この時長崎電気軌道の停留場の統廃合も行われ、当停留場の長崎駅前方面行きの乗り場が廃止された。赤迫方面行きの乗り場もいったん撤去されたが、こちらは休止でありのちに北へと移設したうえで復活。以降当停留場は赤迫方面行きの列車のみが停車する停留場となっている。なお、長崎駅前方面行きの乗り場の廃止に合わせて、当停留場の隣には新たに千歳町停留場が開業している。

### 年表
- 1960年（昭和35年）5月8日：開業[4]。
- 1998年（平成10年）
  - 5月7日：長崎駅前方面行きの乗り場を廃止、赤迫方面行きは休止[3]。千歳町停留場が開業[4]。
  - 7月1日：赤迫方面行きの乗り場が移設の上再開[4]。

## 構造
昭和町通停留場は併用軌道区間にあり、道路上にホームがある。ホームは赤迫方面行きの1面のみで、軌道の片側（赤迫寄りから見て右側）に置かれる（単式ホーム）。ホーム幅は1.6メートルと車椅子の利用にも余裕を持たせ、また道路とはスロープで連絡するなど、バリアフリーを考慮した造りとなっている。
長崎駅前方面行きのホームがあったころは交差点を挟んで互いのホームが離れていて、両ホームは横断歩道橋で結ばれていた。

## 利用状況
長崎電軌の調査によると1日の乗降客数は以下の通り。2つ先が終点の赤迫停留場であるため、当停留場から乗車する人は非常に少なく、降車客がほとんどである。
- 1998年 - 1,080人[1]
- 2015年 - 800人[7]

## 周辺
- チトセピア
- 住吉市場
- 住吉中央公園（長崎北消防署跡地）
- 浦上警察署若葉交番
- 十八親和銀行住吉支店
- 十八親和銀行住吉中央支店
- 長崎銀行千歳支店

### バス路線
長崎バス・県営バスの「住吉」バス停留所がある。滑石・時津・満永・琴海・西海市方面の乗り場はやや北にあり、隣の住吉停留場に近い。
- 長崎バス：住吉台・昭和町・女の都・長与ニュータウン・緑ヶ丘団地・恵の丘・西崎団地方面／大橋・浦上駅・長崎駅・中央橋・長崎新地方面
- 県営バス：長崎駅前・中央橋・長崎東中学校・高校方面／長崎空港リムジンバス（住吉・昭和町経由便）

## 隣の停留場
長崎電気軌道
本線
住吉停留場 (12) ← 昭和町通停留場 (13A) ← 千歳町停留場 (13)